# Bugungu
Das Bugungu-Wildreservat ist ein Wildschutzgebiet im Nordwesten Ugandas.
Es umfasst 473 km², seine Westgrenze bildet der Albertsee, im Osten geht er unmittelbar in den Murchison Falls National Park über. Im Wildschutzgebiet gibt es einige kleine Dörfer mit insgesamt weniger als 5.000 Einwohnern (Schätzung 2005). Das Gebiet besteht hauptsächlich aus afrikanischem Trockenwald. Eigene touristische Einrichtungen bestehen nicht, gelegentlich wird das Gebiet von Touristen aus dem benachbarten Murchison Falls Park besucht.